# Sant Antoni de Maó
L'església de Sant Antoni de Maó és un edifici neoclàssic, documentat al segle XVI, que al segle XXI és una sala de cultura de "Sa Nostra".

## Història
Va ser una ermita medieval que es trobava extramurs de la ciutat, documentada el 1588. Va quedar integrada en el teixit urbà amb l'expansió del segle xvii. Va ser reformada l'any 1790, amb un estil neoclàssic.
N'era tradicional la processó el dia de sant Antoni, que acabava amb una celebració de moros i cristians llançant taronges i cols.
Actualment, també hi ha una església dedicada a Sant Antoni al carrer Vives Llull, relativament moderna, on si s'hi celebren actes religiosos, en substitució de l'antiga, dedicada a concerts i exposicions.